# Aeropuerto Internacional José Joaquín de Olmedo
Aeropuerto Internacional José Joaquín de Olmedo is de internationale luchthaven van Guayaquil (Ecuador). Ze bevindt zich ca. 5 km ten noorden van het centrum van de stad. Ze heette vroeger "Aeropuerto Internacional Simón Bolívar"; ter gelegenheid van de ingebruikname van de nieuwe grote terminal in 2006 kreeg ze de naam van de beroemde schrijver en president van Ecuador, José Joaquín de Olmedo.
Het vliegveld Simón Bolívar werd in 1935 dienst genomen. Door de toename van het verkeer werd in 1959 beslist om die om te bouwen tot een nieuwe, moderne luchthaven; die werd in 1962 ingehuldigd. In 2003-2004 werd dan besloten om de bestaande terminal te vervangen door een nieuwe voor zowel nationale als internationale vluchten, met een capaciteit van 5 miljoen passagiers per jaar.